# Rovné (Banská Bystrica)
Rovné é um município da Eslováquia, situado no distrito de Rimavská Sobota, na região de Banská Bystrica. Tem 9,16 km² de área e sua população em 2018 foi estimada em 125 habitantes.

## Demografia
| Ano:        | 1994 | 2004    | 2014    | 2024    |
| ----------- | ---- | ------- | ------- | ------- |
| Broj ljudi: | 189  | 165     | 131     | 106     |
| Razlika:    |      | -12,69% | -20,60% | -19,08% |

| Ano:               | 2023 | 2024   |
| ------------------ | ---- | ------ |
| Número de pessoas: | 107  | 106    |
| Diferença:         |      | -0,93% |